# Zmróżka dziurawcówka
Zmróżka dziurawcówka (Cryptocephalus moraei) – gatunek chrząszcza z rodziny stonkowatych i podrodziny Cryptocephalinae.

## Taksonomia
Gatunek po raz pierwszy został naukowo opisany w 1758 roku przez Karola Linneusza jako Chrysomela moraei.

## Morfologia

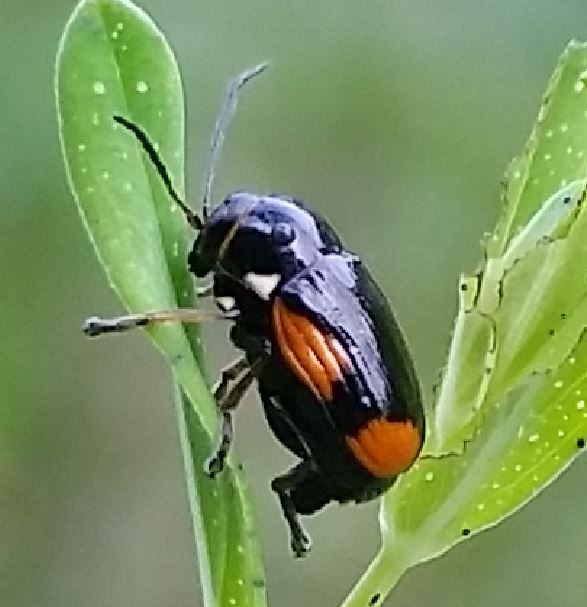
Widok z boku

Chrząszcz o krępym, walcowatym ciele długości od 3 do 5 mm. Głowa u samicy jest czarna z parą żółtoczerwonych prążków na czole, a zwykle także z żółtymi plamkami na nadustku i policzkach. U samca głowa ma kolor czarny z żółtą X-kształtną plamą na czole i nadustku oraz żółtymi znakami na przedocznych częściach policzków. Nitkowate czułki mają człony od pierwszego do czwartego lub piątego żółtobrunatne, zwykle z zaczernionymi brzegami przednimi, natomiast pozostałe człony czarne. Kolorystyka przedplecza jest czarna z żółtymi do czerwonych plamami w kątach tylnych, rzadziej barwy te zajmują całe boczne brzegi przedplecza, a u niektórych osobników występuje para skośnych plamek przed tarczką. Punkty na powierzchni przedplecza są drobne, ale wyraźnie widoczne. W widoku grzbietowym boczne krawędzie przedplecza dostrzec można tylko w okolicach tylnych kątów. Pokrywy u typowo ubarwionych osobników mają dwie pary żółtych lub pomarańczowych plam, z których przednia leży za guzami barkowymi i zachodzi na epipleury, a tylna leży na wierzchołku pokryw, nie zachodząc na ich krawędziowe listwy. U ciemnych aberracji tylna para plam zanika, zaś u jasnych prawie całe pokrywy mogą być żółte, pozostawiając czarnymi tylko smugę przyszwową, wąski pasek przy przednim brzegu oraz wąską przepaskę w tyle. Powierzchnię pokryw cechują punkty, formujące wyraźne, całkowicie regularne rzędy. Spód ciała jest całkowicie czarny. Odnóża przedniej pary są brunatne z żółtymi goleniami. Środkowa para odnóży ma czarne uda, brunatne golenie z żółtą plamką podłużną oraz brunatne pozostałe części. Odnóża pary tylnej są brunatne z czarnymi udami. Genitalia samca odznaczają się silnie wygiętym dobrzusznie wierzchołkiem prącia.

## Ekologia i występowanie
Owad ten zasiedla łąki, zarośla, miedze, przydroża i murawy kserotermiczne. Roślinami żywicielskimi larw są dziurawce. Owady dorosłe aktywne są wiosną i latem. Są melitofagami, żerującymi na pyłku różnych roślin zielnych.
Gatunek palearktyczny. Znany jest z Hiszpanii, Andory, Irlandii, Wielkiej Brytanii, Francji, Belgii, Holandii, Luksemburgu, Niemiec, Szwajcarii, Liechtensteinu, Austrii, Włoch, Danii, Szwecji, Norwegii, Finlandii, Estonii, Łotwy, Litwy, Polski, Czech, Słowacji, Węgier, Białorusi, Ukrainy, Rumunii, Mołdawii, Bułgarii, Słowenii, Serbii, Czarnogóry, Albanii, Macedonii Północnej, Grecji, Rosji (części europejskiej i Syberii Zachodniej) oraz Turcji. W Polsce jest pospolity.